# Archaeoceratops
Archaeoceratops Dong and Azuma, 1997 è un genere di dinosauri erbivori appartenenti ai ceratopsi, o dinosauri cornuti. Visse nel Cretacico inferiore (Aptiano, tra 125,45 e 112,6 milioni di anni fa) e i suoi resti fossili sono stati ritrovati in Cina.

## Descrizione
È considerato uno dei più piccoli e primitivi dinosauri cornuti. Questo dinosauro è conosciuto per alcuni scheletri incompleti, attribuiti a due specie di forma e dimensioni simili. Non raggiungeva il metro di lunghezza, e le lunghe zampe posteriori lo denotano come una forma bipede, contrariamente alla maggior parte dei ceratopsi successivi. Il cranio era piuttosto grosso in relazione al corpo (19 centimetri di lunghezza) e non presenta tracce di corna, ma possiede un corto “collare” depresso formato dagli squamosi e dai parietali. La dentatura era molto particolare: i denti della mandibola erano piccoli, a corona bassa e seghettati come quelli dei dinosauri ornitopodi, mentre i denti superiori (nella mascella) erano più grandi e dotati di una lunga striatura longitudinale, simili a quelli di Protoceratops. 

## Paleobiologia
Probabilmente Archaeoceratops era un veloce corridore, che poteva sfuggire ai predatori grazie alle lunghe zampe posteriori. Il grosso becco anteriore gli permetteva di strappare il fogliame di cui si nutriva e i denti lo macinavano con facilità.

## Classificazione
Sono note due specie di Archaeoceratops (A. oshimai e A. yujingziensis), che differiscono fra loro per alcuni dettagli della mascella e della dentatura. La specie tipo (A. oshimai) è stata descritta da Dong Zhiming e Y. Azuma nel 1997, ed è stata subito considerata il più antico e primitivo membro dei neoceratopsi. Probabilmente Archaeoceratops si trova in una posizione intermedia tra quella dei ceratopsi arcaici, come Psittacosaurus e Chaoyangsaurus, e quella di ceratopsi più evoluti come Protoceratops e i veri ceratopsidi. Altri ceratopsi che probabilmente avevano raggiunto lo stesso grado evolutivo sono Liaoceratops e Yamaceratops, entrambi del Cretaceo inferiore dell'Asia orientale.